# Chipre nos Jogos Olímpicos de Inverno de 1988
Chipre participou dos Jogos Olímpicos de Inverno de 1988, realizados em Calgary, no Canadá. 
Foi a terceira aparição do país nos Jogos Olímpicos de Inverno, onde foi representado por três atletas, sendo dois homens e uma mulher, que competiram no esqui alpino.

## Competidores
Esta foi a participação por modalidade nesta edição:
| Esporte      | Masculino | Feminino | Total |
| ------------ | --------- | -------- | ----- |
| Esqui alpino | 2         | 1        | 3     |
| Total        | 2         | 1        | 3     |

## Desempenho

### Esqui alpino
Masculino
| Atleta               | Evento         | Descida 1 | Descida 1 | Descida 2 | Descida 2 | Total   | Total | Ref.  |
| Atleta               | Evento         | Tempo     | Pos.      | Tempo     | Pos.      | Tempo   | Pos.  | Ref.  |
| -------------------- | -------------- | --------- | --------- | --------- | --------- | ------- | ----- | ----- |
| Alekhis Fotiadis     | Super G        | —         | —         | —         | —         | DNF     | DNF   | [ 3 ] |
| Alekhis Fotiadis     | Slalom gigante | 1:23.17   | 68º       | 1:20.45   | 58º       | 2:43.62 | 58º   | [ 4 ] |
| Alekhis Fotiadis     | Slalom         | DNF       | DNF       | DNF       | DNF       | DNF     | DNF   | [ 5 ] |
| Sokratis Aristodimou | Super G        | —         | —         | —         | —         | 2:03.10 | 48º   | [ 3 ] |
| Sokratis Aristodimou | Slalom gigante | 1:20.54   | 64º       | 1:16.53   | 53º       | 2:37.07 | 54º   | [ 4 ] |
| Sokratis Aristodimou | Slalom         | 1:11.48   | 46º       | 1:04.62   | 35º       | 2:16.10 | 32º   | [ 5 ] |

Feminino
| Atleta            | Evento         | Descida 1 | Descida 1 | Descida 2 | Descida 2 | Total   | Total | Ref.  |
| Atleta            | Evento         | Tempo     | Pos.      | Tempo     | Pos.      | Tempo   | Pos.  | Ref.  |
| ----------------- | -------------- | --------- | --------- | --------- | --------- | ------- | ----- | ----- |
| Karolina Fotiadou | Slalom gigante | 1:19.02   | 43º       | 1:25.56   | 27º       | 2:44.58 | 27º   | [ 6 ] |
| Karolina Fotiadou | Slalom         | 1:07.36   | 38º       | 1:07.56   | 26º       | 2:14.92 | 26º   | [ 7 ] |

Legenda
| Recorde mundial      | Recorde mundial (World record)               |                       | Recorde africano                      | Recorde africano (African) |                                           | Q | Classificado por posição (Qualified) |
| Recorde olímpico     | Recorde olímpico (Olympic record)            | Recorde da América    | Recorde da América (Americas)         | q                          | Classificado por melhor tempo (Qualified) |   |                                      |
| Melhor marca do ano  | Melhor marca do ano (World leading)          | Recorde asiático      | Recorde asiático (Asian)              | DNS                        | Não largou (Did not start)                |   |                                      |
| Recorde nacional     | Recorde nacional (National record)           | Recorde europeu       | Recorde europeu (European)            | DNF                        | Não terminou (Did not finish)             |   |                                      |
| Recorde pessoal      | Recorde pessoal do atleta (Personal best)    | Recorde da Oceania    | Recorde da Oceania (Oceania)          | DSQ / DQ                   | Desclassificado (Disqualified)            |   |                                      |
| Recorde da temporada | Recorde da temporada do atleta (Season best) | Recorde sul-americano | Recorde sul-americano (South America) | NM                         | Sem marca (No mark)                       |   |                                      |